# Lilian Cheviot
Lilian Cheviot (ca. 1876 - 1936) was een Brits kunstschilder.

## Biografie
Cheviot woonde in South Molesey in het graafschap Surrey en studeerde aan de School of Animal Painting van Frank Calderon en de Life School bij Walter Donne. Ze exposeerde in 1895 aan de Royal Academy of Arts met het schilderij There's many a Slip en in 1899 met Kittens.
Ze was actief van 1894 tot 1924 en staat bekend om het schilderen van dieren (paarden, katten, tijgers) en het maken van hondenportretten. In 1907 werden haar illustraties opgenomen in het boek The new book of the dog - a comprehensive natural history of British dogs and their foreign relatives, with chapters on law, breeding, kennel management, and veterinary treatment.
Haar werk On the way to the Horse Fair werd opgenomen in het boek Women Painters of the World uit 1905.

## Werken (selectie)

### Algemeen

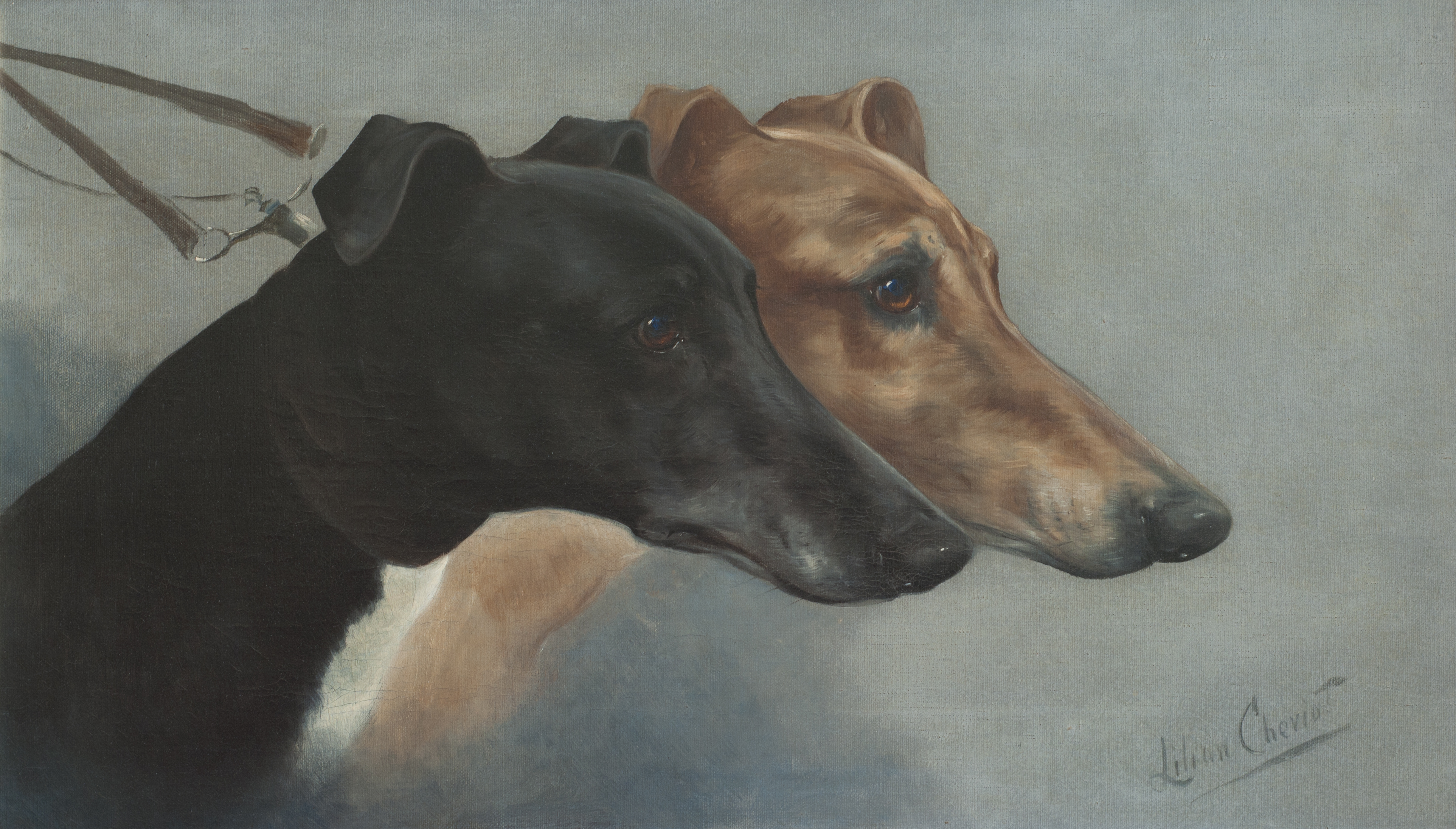
Dilwyn and Leucryx in the slips for the Waterloo Cup (1914)
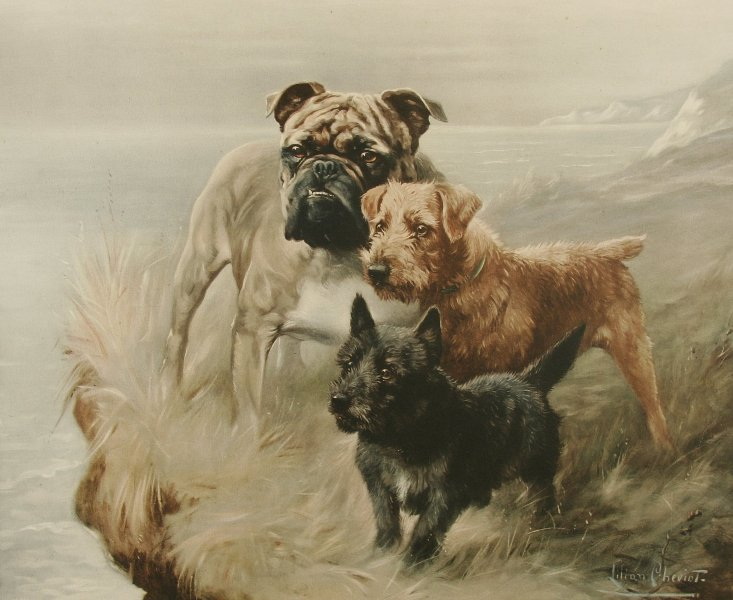
Come Over Here
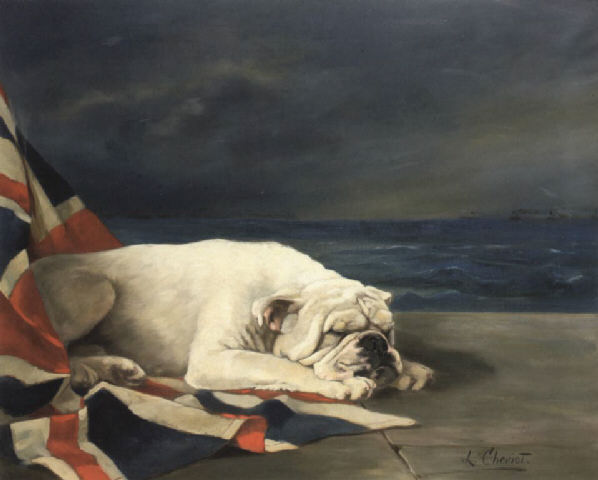
Wake Up England!
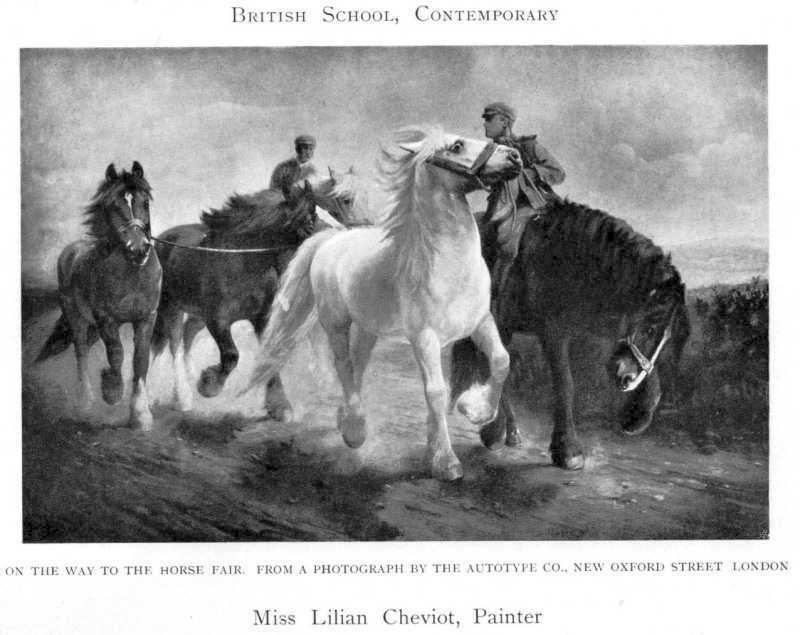
On the way to the Horse Fair

### The new book of the dog

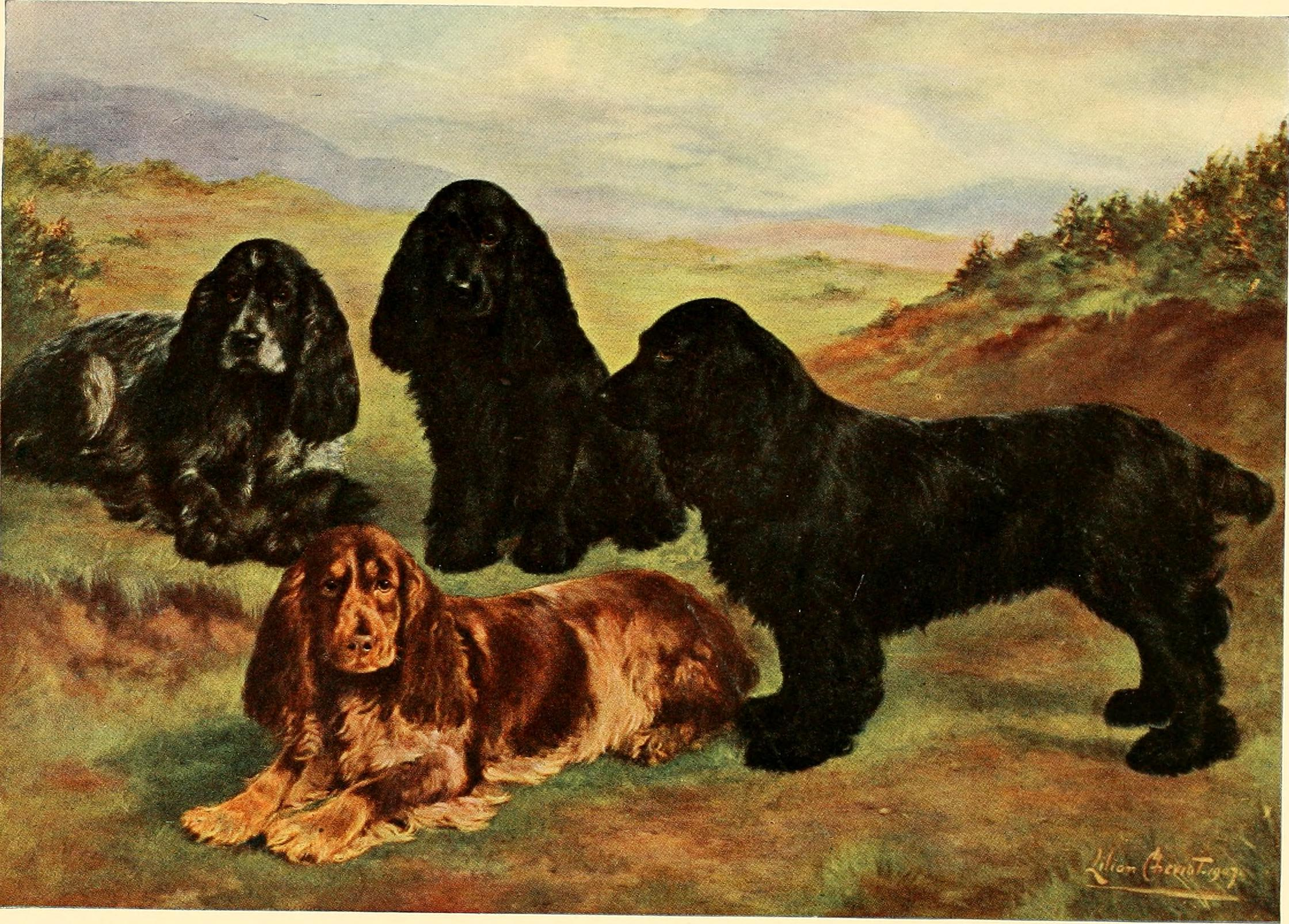
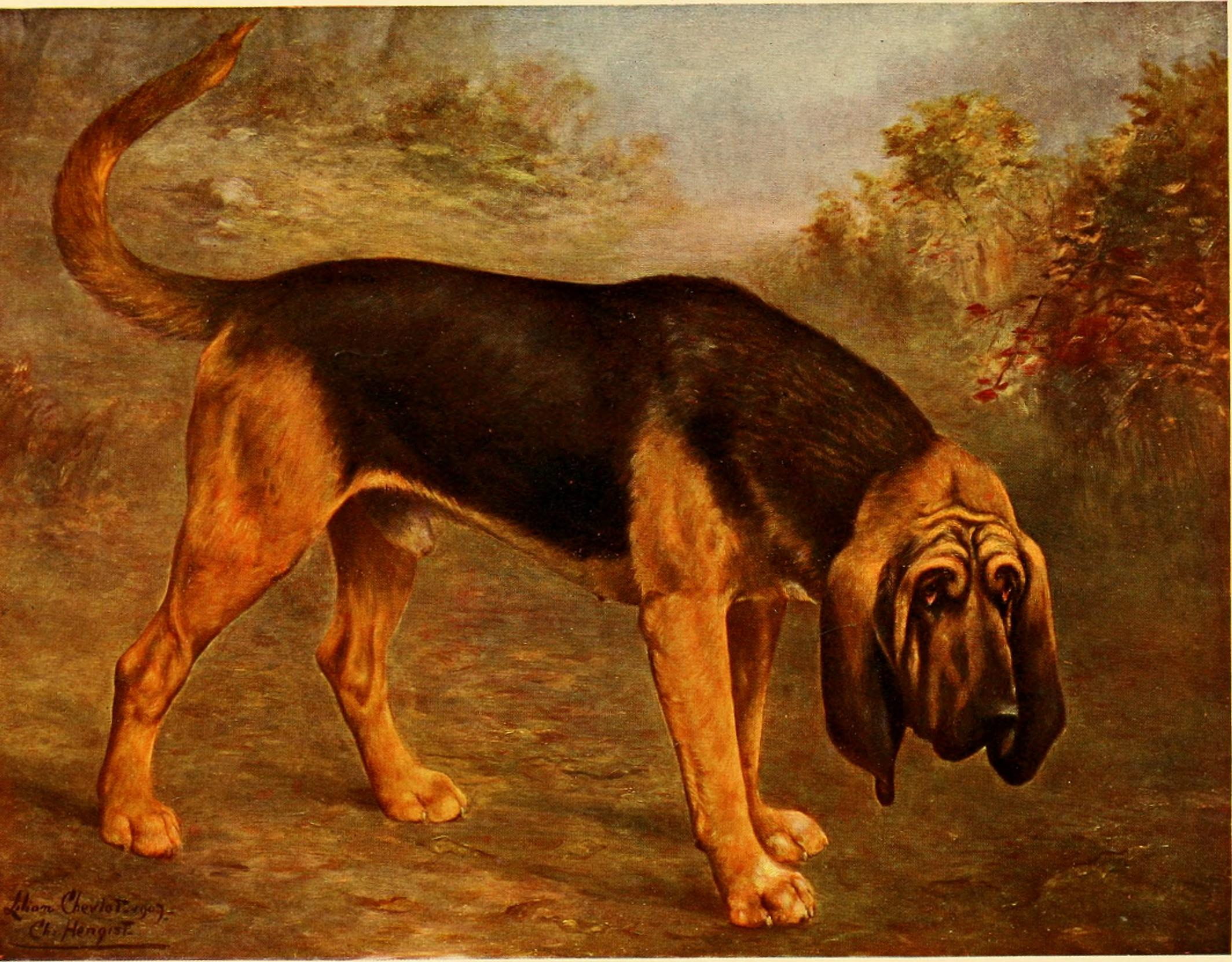
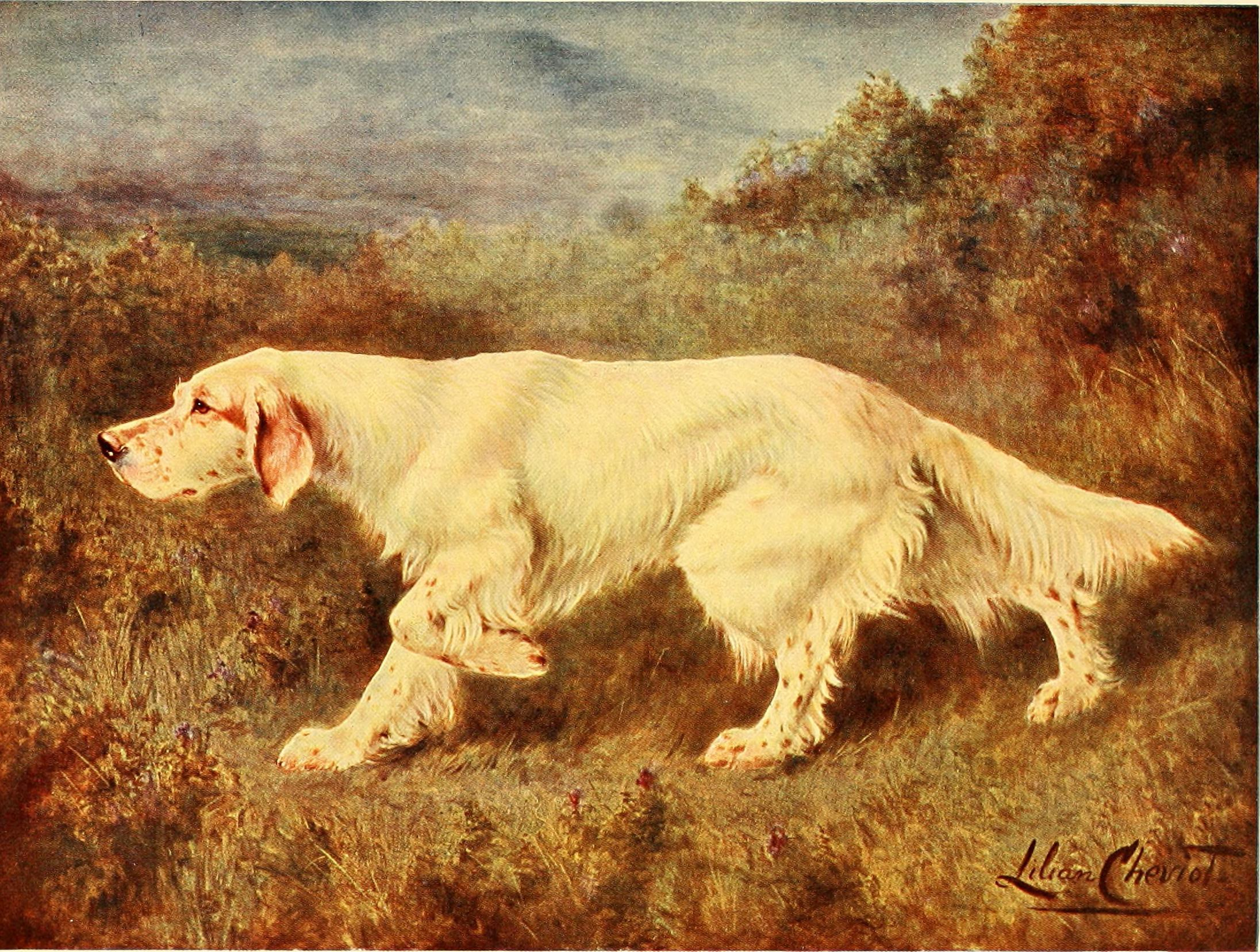
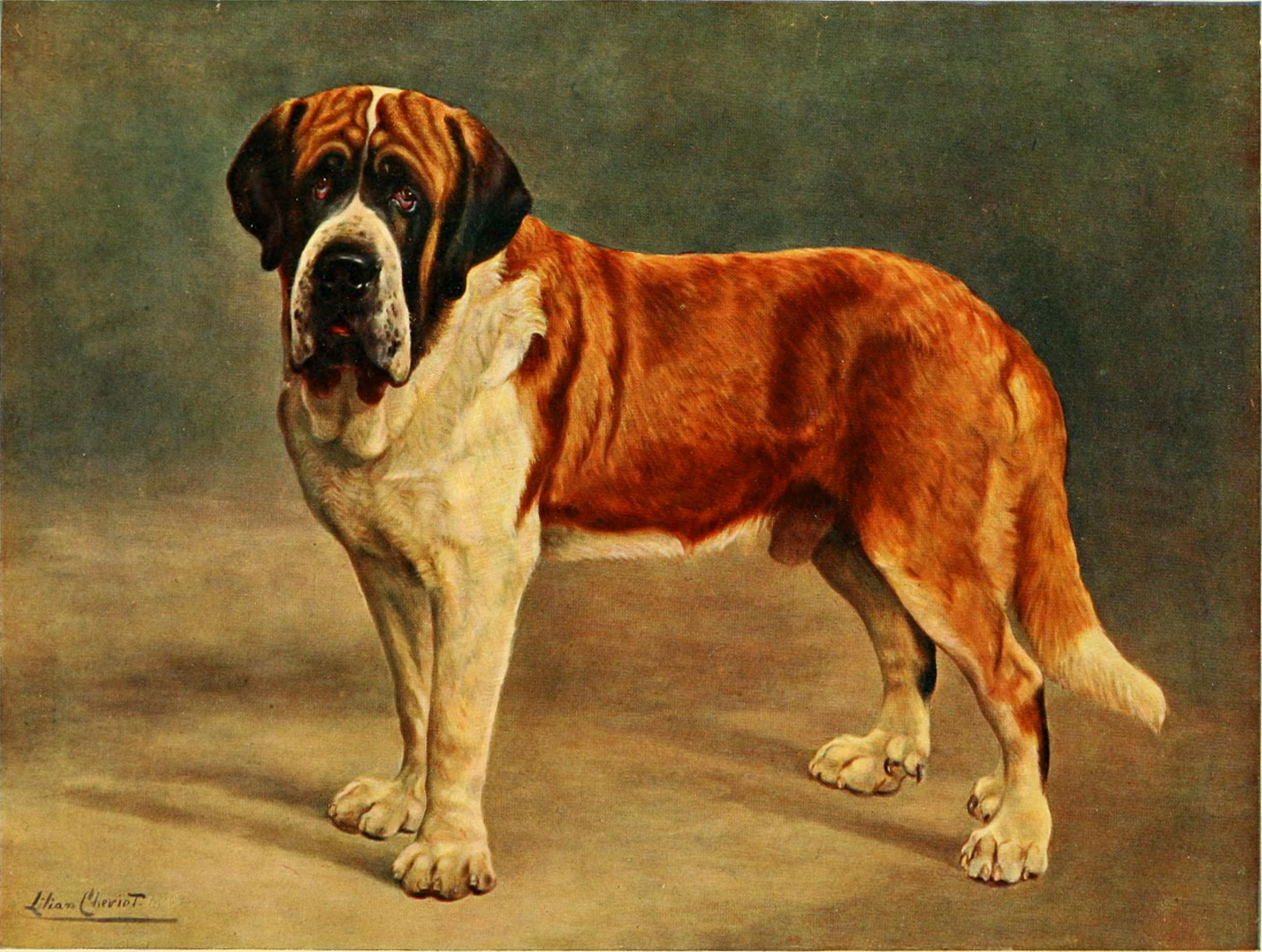

- RKD-Nederlands Instituut voor Kunstgeschiedenis: 16634
- Union List of Artist Names: 500000664
- Virtual International Authority File: 95684668